# Friedhelm Flamme

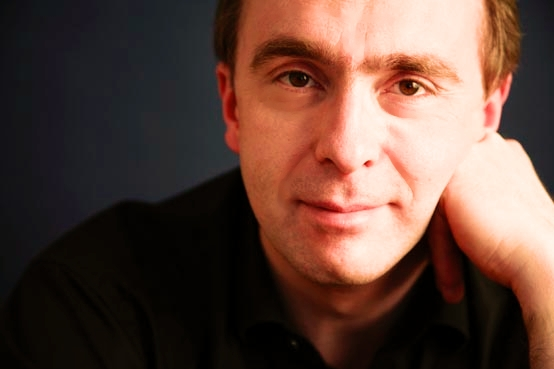
Friedhelm Flamme

Friedhelm Flamme (* 1963 in Volkmarsen) ist ein deutscher Organist, Chorleiter, Musikwissenschaftler, Musikpädagoge und Hochschullehrer.

## Leben und Wirken

### Studium
Flamme studierte an der Hochschule für Musik Detmold und an der Universität/Gesamthochschule Paderborn Schulmusik Kirchenmusik, Orgel (Konzertexamen mit Auszeichnung bei Gerhard Weinberger), Dirigieren, Tonsatz, Erziehungswissenschaft und Theologie. Weitere Studien führten ihn zu Guy Bovet, Ewald Kooiman, Jon Laukvik, Thierry Mechler, Josef Mertin, Harald Vogel, Herbert Wulf und Wolfgang Zerer. 2006 wurde er am Musikwissenschaftlichen Institut der Hochschule für Musik Detmold und der Universität Paderborn mit einer Arbeit über das kompositorische Schaffen Friedrich Guldas zum Dr. phil. promoviert.

### Musikalisches Wirken
Bereits als Jugendlicher war Flamme als Organist tätig. Seit 1991 arbeitet er als Kirchen- und Schulmusiker im Sprengel Göttingen und an der Paul-Gerhardt-Schule Dassel, wo er die Fächer Musik und Religion unterrichtet. Von 1991 bis 2004 war er Kantor an der Laurentiuskirche Dassel, von 1991 bis 2007 hatte er die kirchenmusikalische Fachaufsicht im Sprengel Göttingen Nord inne. 1993 erfolgte seine Ernennung zum Kirchenmusikdirektor.
Als Organist konzertiert Flamme in Europa und Übersee. Sein Repertoire ist breit gefächert und es liegt eine umfangreiche Diskografie vor. 2004 wurde er für die Einspielung des kompletten Orgelwerkes von Maurice Duruflé mit dem Internet Classical Award 2004 ausgezeichnet. Seine CD-Reihe Organ Works of the North German Baroque (cpo) fand breite Beachtung bei Kritik und Publikum. Der Komponist Walter Steffens schrieb für Flamme seine Orgelsymphonie Le Cantique des Cantiques nach Bildern Marc Chagalls. Flamme engagiert sich besonders für die Wiederentdeckung des französischen Komponisten Auguste Fauchard, dessen Werke er in Ersteinspielungen vorlegte. 2013 erfolgte durch ihn die deutsche Erstaufführung der Symphonie Eucharistique. Flamme leitete eine Vielzahl von Vokalkonzerten, vor allem zyklische Aufführungen der Oratorien von J. S. Bach mit dem Vokalensemble Südniedersachsen.

### Lehrtätigkeit
Seit 2002 ist Flamme Lehrbeauftragter an der Hochschule für Musik Detmold. 2018 wurde er dort zum Honorarprofessor ernannt.

## Diskographie (Auswahl)
- Organ Works Of The North German Baroque. Vol. I bis XV, 2004–2016., cpo, 2016
- Wilhelm Friedemann Bach. Complete Organ Works, cpo, 2001
- Marcel Dupré. Le Chemin de la Croix, cpo, 2005
- Maurice Duruflé. Complete Organ Works, cpo, 2003
- Carl Nielsen Rued - Langgaard. Organ Works, cpo, 2010
- Auguste Fauchard. Organ Works, cpo, 1994.
- Auguste Fauchard. Anthologie Aristide Cavaillé-Coll. Vol. 4, ifo, 2002.
- Friedhelm Flamme spielt Werke von Max Reger (u. a. Vier Choralfantasien), Motette Ursina, 2004
- Walter Steffens. Guernica and other Paintings, Labor, 2009